# Biblioteca da ECA
A Biblioteca da ECA é uma biblioteca universitária vinculada à Escola de Comunicações e Artes da Universidade de São Paulo (ECA-USP), tendo como objetivo o atendimento à comunidade da Escola. Com acervo representativo nas áreas de Comunicações e Artes, é aberta ao público em geral para pesquisas, uso do acervo e demais recursos oferecidos.

## Serviços
Dentre os principais serviços prestados aos inscritos na Biblioteca estão:
- Empréstimo, renovação e reserva;
- Auxílio e orientação à realização de pesquisas;
- Treinamento para uso de recursos informacionais (catálogos, bases de dados, revistas eletrônicas);
- Orientação para a formatação de trabalhos acadêmicos conforme as normas da ABNT[2].
- Visitas guiadas;
- Participação em disciplinas da ECA;
- Elaboração de ficha catalográfica;
- Empréstimo Entre Bibliotecas (EEB);
- Obtenção de cópia de materiais de outras instituições (Comut);
- Solicitação de ISBN para publicações da ECA;
- Registro da produção intelectual da ECA-USP;

## Consulta ao acervo
A consulta ao acervo pode ser realizada por meio do Portal de Busca Integrada USP, do Dedalus ou pelo aplicativo Bibliotecas USP, disponível para celular. O acervo de partituras também pode ser consultado a partir de uma interface específica, Partituras da Universidade de São Paulo.

## Coleções
As coleções da Biblioteca são representativas das áreas de Artes Visuais, Ciência da Informação, Cinema, Comunicações, Editoração, Educomunicação, Fotografia, Jornalismo, HQ, Música, Publicidade, Rádio, Relações Públicas, Teatro, Televisão e Turismo. Além dos livros, o acervo físico é composto por:
- Catálogos de exposições de arte individuais e coletivas de artistas brasileiros e internacionais;
- CDs e discos em vinil de música erudita de várias épocas e estilos e uma pequena coleção de música popular;
- Filmes de vários países, épocas e gêneros, documentários, séries, programas de TV e mais. No blog da BibliotECA podem ser consultados os catálogos temáticos do acervo de filmes ;
- Fotografias antigas e raras, imagens digitais e slides da área de artes visuais: reproduções de obras de arte;
- Partituras de música erudita de diversas épocas e estilos. Coleções especiais de manuscritos de música sacra mineira e de compositores brasileiros contemporâneos;
- Acervo de peças teatrais não editadas e peças teatrais publicadas em livros e revistas;
- Revistas de histórias em quadrinhos antigas e raras ;
- Periódicos acadêmicos nacionais e internacionais, nas diversas áreas da Escola. Coleção impressa e digital;
- Coleção especial de revistas antigas formada por títulos não acadêmicos, de caráter popular ou jornalístico;
- Teses, dissertações e Trabalhos de Conclusão de Curso defendidos na ECA, em formato impresso ou digital;

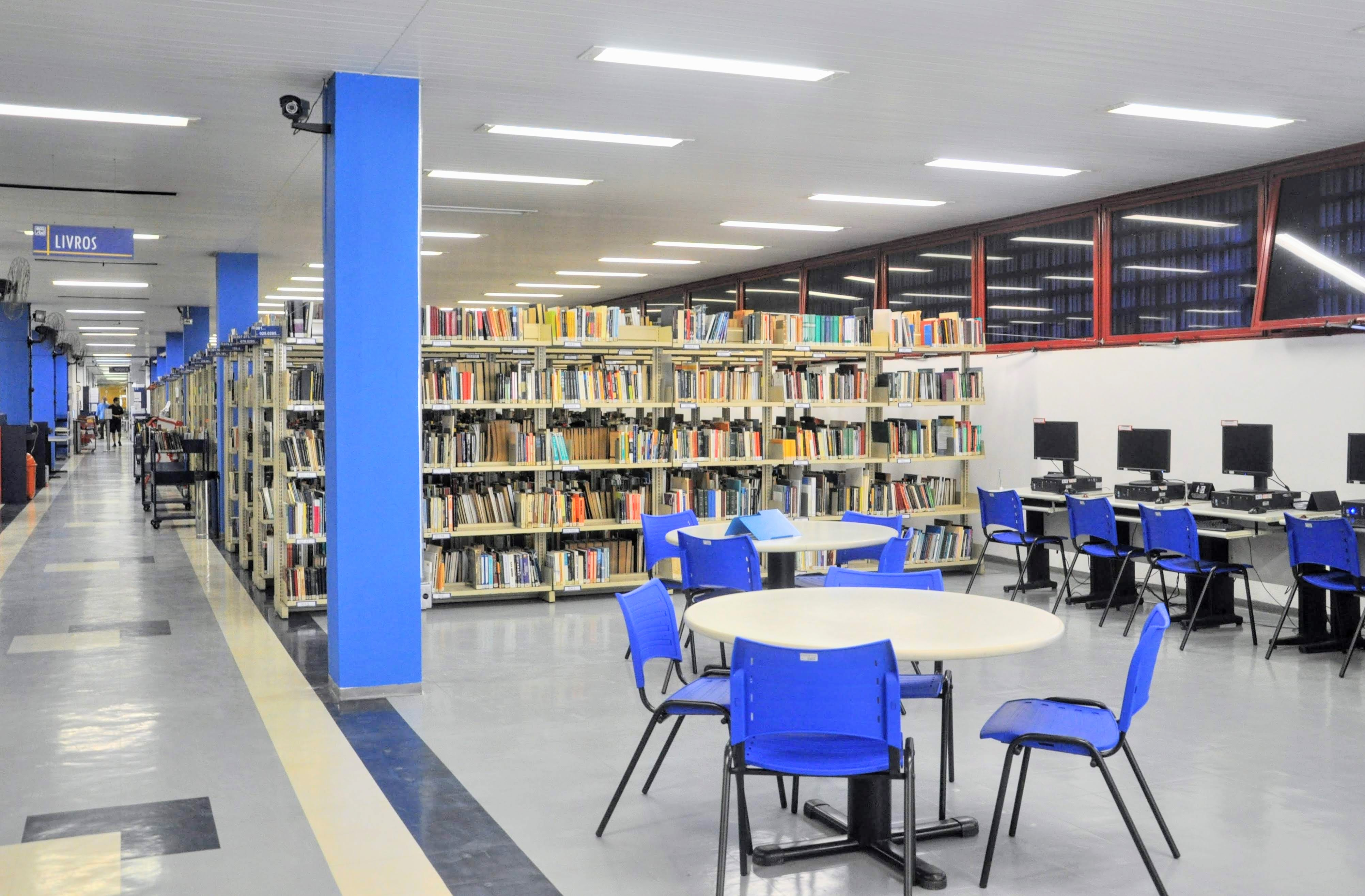
Biblioteca da ECA, vista geral

## Histórico
A biblioteca da ECA surgiu em 1966 com a Escola de Comunicações e Artes da USP. Inicialmente ligada à antiga Biblioteca Central da USP, vinculou-se ao Departamento de Biblioteconomia e Documentação (CBD) da ECA-USP em 1970, ganhando sua autonomia em 1973.
A inauguração oficial ocorreu em maio de 1970 com um acervo de cerca de 1.000 livros e 50 títulos de periódicos. No mesmo ano foram incorporadas ao seu acervo livros de arte doados por Francisco Matarazzo Sobrinho, a biblioteca da Escola de Arte Dramática, contendo livros, periódicos, peças e programas de teatro e a hemeroteca do Departamento de Jornalismo e Editoração (CJE) da ECA-USP, composta de revistas e recortes de jornais. Foram incorporadas à biblioteca doações importantes de materiais variados, como discos, fitas de áudio, partituras e slides que delinearam um acervo qualificado e diversificado, fundamental para o apoio às atividades de ensino, pesquisa e extensão desenvolvidas na ECA. Dado o rápido crescimento do acervo e a presença de coleções em suportes bastante diversificados, a Biblioteca elaborou projetos para o desenvolvimento de sistemas de organização, armazenamento e tratamento da informação, tornando-se pioneira na organização da documentação audiovisual e musical no Brasil, desenvolvendo metodologias específicas para o tratamento desse tipo de coleção. A criação de distintos setores para agrupar e organizar as diversas coleções e oferecer atendimento especializado tornou-se necessária. Assim, em 1972, foi criada a Fonoteca, com um acervo de discos, partituras e fitas cassetes; em 1978, a Filmoteca, que incorporava filmes produzidos pelos alunos do Departamento de Cinema, Rádio e TV.
Em 1986 a Biblioteca deixa de ser uma seção da ECA, passando a Serviço de Biblioteca e Documentação. O processo de informatização dos catálogos da Biblioteca teve início em 1991. Em 1994 foi criada a Oficina de Encadernação e Restauro. Em 1997 a Biblioteca ganhou um novo espaço, com uma reforma total, mobiliário e equipamentos novos financiados pela FAPESP. Em 1998 o empréstimo automatizado foi implementado, sendo 2001 o ano do lançamento do primeiro website da Biblioteca com conteúdos desenvolvidos pela própria equipe. Em 2009 a Biblioteca ingressa nas redes sociais com a criação de blog, Twitter e Flickr para a divulgação de serviços e conteúdos relacionados às Comunicações e Artes. Nos anos seguintes outros recursos são incorporados como atendimento online, perfis no Pinterest, Pearltrees e página no Facebook, com a finalidade de estabelecer formas de comunicação mais dinâmicas e informais com o público.
Em 2010 foi lançado um novo site para a Biblioteca, incorporado ao da Escola e o empréstimo também passou a ser unificado entre as Bibliotecas da USP. Em 2015 teve início a organização da coleção de livros de artistas, contendo trabalhos de importantes artistas brasileiros dos anos 1970 e 1980 e da atualidade. 